# 오슬로 시청사
오슬로 시청사(노르웨이어: Oslo rådhus)는 노르웨이 오슬로에 있는 건물이다. 시의회와 행정부, 기타 아트 스튜디오와 갤러리도 있다. 시청 건설은 1931년에 시작되었지만, 2차 세계 대전의 발생과 함께 공사는 일시 중단된 후 재개된 공사는 1950년에 준공을 맞이했다. 매년 12월 10일 노벨 평화상 시상식이 열린다.